# (36040) 1999 PF6
1999 PF6 (asteroide 36040) é um asteroide da cintura principal. Possui uma excentricidade de 0.03292960 e uma inclinação de 3.31841º.
Este asteroide foi descoberto no dia 13 de agosto de 1999 por Spacewatch em Kitt Peak.